# Iberisk fransfladdermus
Iberisk fransfladdermus (Myotis escalerai) är en fladdermus i familjen läderlappar som förekommer i Sydvästeuropa. En ofullständig beskrivning av arten utfördes redan 1904 av Cabrera. Senare infogades populationen en längre tid i fransfladdermusen (Myotis nattereri). I samband med en revision året 2009 blev det befintliga materialet omprövat och Myotis escalerai fick status som egen art.
Iberisk fransfladdermus har i princip samma utseende som den vanliga fransfladdermusen men de skiljer sig i sina genetiska egenskaper. Dessutom bildar Myotis escalerai betydligt större kolonier vid viloplatsen.

## Utseende
Arten når en kroppslängd (huvud och bål) av 41 till 50 mm, en svanslängd av 42 till 50 mm och en vikt av 4,5 till 6,3 g. Den har 37 till 42 mm långa underarmar, nästan 7 till 10 mm långa bakfötter och 15 till 18 mm stora öron. På ovansidan varierar pälsfärgen mellan grå, brun och gråbrun medan undersidans päls är ljusgrå till vit. Allmänt har unga exemplar en mörkare päls. Stora delar av ansiktet är nakna och rosa.

## Utbredning
Utbredningsområdet sträcker sig över nästan hela Iberiska halvön samt över Balearerna. I Pyrenéerna når arten även sydvästra Frankrike. Iberisk fransfladdermus vistas i låglandet och i bergstrakter upp till 2100 meter över havet. Habitatet varierar mellan täta skogar och öppna buskskogar.

## Ekologi
Troligen sker vinterdvalan i grottornas djupa delar. Mellan våren och hösten vilar individerna i andra delar av grottan, i vägtrummor, i byggnader, i övergivna gruvor eller i tunnlar. Under sommaren bildar iberisk fransfladdermus nära grottorna svärmar tillsammans med andra medlemmar av släktet Myotis. Antagligen fångar arten sina byten under flykten och kanske fångas ibland byten från växter eller från marken. Födan utgörs av insekter och spindeldjur. Lätet som används för ekolokaliseringen har i början en frekvens av 120 till 140 kHz som sedan avtar till 20 eller 15 kHz.
Honor bildar före ungarnas födelse egna kolonier som är skilda från hannarna. Dessa kolonier kan ha upp till 800 medlemmar (inklusive ungarna).

## Status
Under 2000-talet försvann två större kolonier på grund av att grottorna blev igenmurade. Störningar i andra grottor kan påverka beståndet negativt. IUCN listar iberisk fransfladdermus som livskraftig (LC).